# Terry Scott
Owen John "Terry" Scott, född 4 maj 1927 i Watford, Hertfordshire, död 26 juli 1994 i Godalming, Surrey var en brittisk skådespelare.

## Rollista i urval
- 1958 – Nu tar vi sergeanten
- 1959 – Dina pengar är mina pengar
- 1959 – Oss bovar emellan
- 1961 – Nu tar vi flygmalajen
- 1964 – Det är fult att mörda
- 1966 – Doktorn går till sängs
- 1966 – The Great St Trinian's Train Robbery
- 1968 – Nu tar vi vicekungen i Khyberdalen
- 1971 – Kom igen Henry
- 1972 – Välsignat hus
- 1981–1982 – Dundermusen (TV-serie) (röst)